# 2MASS J14482563+1031590
2MASS J14482563+1031590 ist ein Brauner Zwerg im Sternbild Bärenhüter. Er wurde 2003 von John C. Wilson et al. entdeckt. Das Objekt gehört der Spektralklasse L3,5 an. Seine Position verschiebt sich aufgrund seiner Eigenbewegung jährlich um 0,27 Bogensekunden.